# Reproduktionstal (demografi)
Reproduktionstal är inom demografi det antal barn varje kvinna måste föda i ett land för att folkmängden ska förbli oförändrad.